# Електричний струм

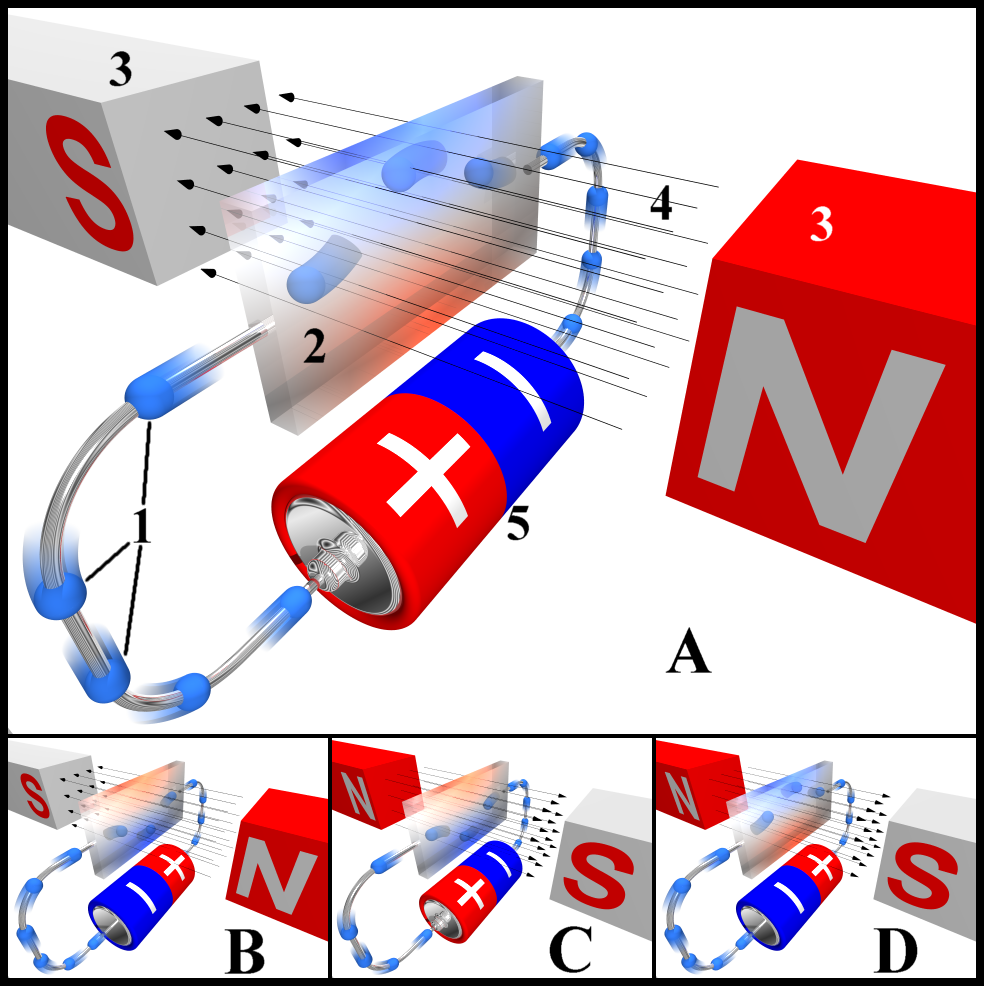
Представлення ефекту Холла, що показує потік електронів.
Пояснення:
1. Електрони
2. Давач ефекту Холла (плаский провідник/зонд)
3. Магніти
4. Магнітне поле
5. Джерело живлення.
Тлумачення:
На зображенні А від'ємний заряд з’являється на верхньому краю давача Холла (позначений синім кольором), а додатний – на нижньому (червоний колір). У станах B і C електричне або магнітне поле змінюється на протилежне, що призводить до зміни полярності. Зміна напрямку як струму, так і магнітного поля (зображення D) призводить до того, що зонд знову отримує негативний заряд у верхньому куті.

Електри́чний струм — упорядкований, спрямований рух електрично заряджених частинок у речовині чи у вакуумі. Як зазначено в законі Ампера, це стає помітним через магнітне поле і зазвичай призводить до нагрівання провідника (не відбувається у надпровідниках).
Струм виникає в електричному колі, щойно між клемами джерела живлення виникає провідне з’єднання.
До того ж, струм зміщення є частиною електричного струму. Це викликано не рухом зарядів, а зміною потоку електричного поля. Для прикладу, він з'являється між пластинами конденсатора під час його заряджання або розряджання і створює магнітне поле, як і звичайний струм.

## Загальні властивості

Електричний струм за напрямком протікає від додатного полюса джерела живлення постійного струму, до від'ємного

Рухомі заряди, які утворюють електричний струм, називають носіями струму: у металах це електрони, у напівпровідниках — електрони та дірки, в електролітах — позитивно та негативно заряджені йони, в іонізованих газах — йони й електрони.
Упорядкований рух носіїв струму в електропровідному середовищі під дією електричного поля називають струмом провідності. Якщо рух зарядів відбувається разом з тілом, на якому вони перебувають, то такий струм називають конвекційним. Прикладом конвекційних струмів є струми, які виникають під час падіння заряджених краплин води в атмосфері, завдяки силі тяжіння. Короткочасні електричні струми виникають також у діелектриках внаслідок зміщення зв'язаних електричних зарядів під дією зовнішнього електричного поля. Такі струми називають струмами поляризації.
За напрямок струму вибирають рух позитивно заряджених частинок. Отже, напрямок струму в металевих провідниках, є протилежним до напрямку руху електронів.

## Кількісні показники

### Сила та густина струму
Кількісно електричний струм характеризується диференційною векторною величиною густиною струму, або у разі струму в дротах — інтегральною величиною, силою струму.
Густиною струму називають векторну величину, що визначається, як величина заряду, яка протікає крізь одиничну площу за одиницю часу. Вона позначається, зазвичай, латинською літерою {\displaystyle \mathbf {j} }. Напрямок густини струму визначається напрямком потоку зарядів. Згідно із законом Ома у диференціальній формі густина струму у середовищі є пропорційною до напруженості електричного поля {\displaystyle \mathbf {E} } та питомої електропровідності середовища {\displaystyle \ \sigma }:
{\displaystyle \mathbf {j} =\sigma \cdot \mathbf {E} .}
Силою струму (в електротехніці — струмом), що протікає провідником з площею поперечного перерізу {\displaystyle S} називається величина, яка відповідає кількості заряду {\displaystyle \Delta q}, переміщеному крізь переріз провідника за проміжок часу {\displaystyle \Delta t}:
{\displaystyle I\,=\int _{S}jdS=\,{\frac {\Delta q}{\Delta t}}}.
Загальноприйнятим символом струму є {\displaystyle I}, що походить від французької фрази intensité du courant (інтенсивність струму). Цей символ був використаний Андре-Марі Ампером при формулюванні закону Ампера (1820).
У Міжнародній системі одиниць SI сила струму вимірюється в амперах (позначається: А). Відповідно, густина струму вимірюється в A/м².
Якщо за кожен проміжок часу {\displaystyle \Delta t} заряд {\displaystyle \Delta q}, що переноситься є однаковим і напрямок струму незмінним, то такий струм називають постійним струмом (англ. direct current, DC).
Якщо сила струму змінюється у часі, струм називають змінним (англ. alternating current, AC); описують миттєве значення сили цього струму так:
{\displaystyle I\,=\,\lim _{\Delta t\to 0}{\frac {\Delta q}{\Delta t}}\,=\,{\frac {dq}{dt}}\,=\,q^{\prime }}.
За законом Ома для ділянки кола сила струму {\displaystyle I} є прямо пропорційною напрузі {\displaystyle U}, прикладеній до цієї ділянки кола, і обернено пропорційною до її опору {\displaystyle R}:
{\displaystyle I={\frac {U}{R}}.}
Якщо на ділянці кола електричний струм є змінним, то напруга та сила струму змінюються і у разі гармонічного закону цих змін, середні значення напруги і сили струму дорівнюють нулю. Однак середня потужність тепла, що виділяється є відмінною від нуля. Тому у цьому разі застосовують наступні терміни:
- миттєве значення електричного струму — значення електричного струму в певну мить часу;
- амплітудне значення електричного струму — найбільше абсолютне значення сили струму, що змінюється в часі за законом синуса;
- чинне значення (синусоїдального електричного) струму — середнє квадратичне значення електричного струму за період, яке дорівнює значенню постійного струму, котрий в тому ж резисторі, що й змінний електричний струм, за один і той же проміжок часу, виділяє одну й ту ж кількість тепла.

### Потужність
За наявності струму в провіднику виконується робота на подолання сил електричного опору. Електричний опір довільного провідника містить дві складові:
- активний опір — протидія проходженню струму що супроводжується випромінюванням тепла;
- реактивний опір — це спротив проходженню змінного струму, обумовлений електричною ємністю та індуктивністю кола чи його ділянки.

Зазвичай, більша частина втрат енергії електричного струму під час його протікання провідником, виявляється у вигляді передавання тепла повітрю. Потужністю теплових втрат називається величина, що дорівнює кількості тепла, яке розсіялось за одиницю часу. Згідно із законом Джоуля — Ленца потужність теплових втрат у провіднику є пропорційною до сили струму, котрий проходить крізь нього, та прикладеній напрузі:
{\displaystyle P=I\cdot U=I^{2}\cdot R={\frac {U^{2}}{R}}.}
Потужність вимірюється у ватах (Вт).
У суцільному середовищі питома потужність втрат {\displaystyle p} визначається скалярним добутком вектора густини струму {\displaystyle \mathbf {j} } та вектора напруженості електричного поля {\displaystyle \mathbf {E} } у заданій точці:
{\displaystyle p=\langle \mathbf {j} ,\mathbf {E} \rangle =\sigma \cdot E^{2}={\frac {j^{2}}{\sigma }}.}
Питома потужність вимірюється у ватах на кубічний метр (Вт/м³).
Опір випромінювання, викликається утворенням електромагнітних хвиль навколо провідника. Цей опір перебуває у складній залежності від форми, розмірів і матеріалу провідника, від довжини хвиль, що випромінюються, діелектричної і магнітної проникності навколишнього середовища та властивостей простору, у якому відбувається випромінювання. Для одиничного прямолінійного провідника, довжина якого суттєво менша від довжини електромагнітних хвиль, потужність випромінювання є набагато меншою порівняно з потужністю теплових втрат. Це є притаманним для невеликих частот, наприклад, 50 Гц. Однак зі зростанням частоти, довжина хвилі зменшується, відповідно збільшується потужність випромінення. Провідник, який здатен випромінювати помітну енергію, називається антеною.

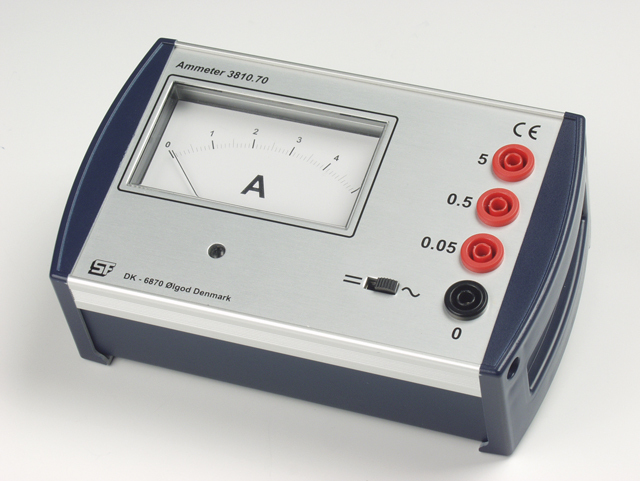
Прилад для вимірювання сили струму — амперметр

### Період та частота
Визначення періоду та частоти стосуються змінного струму, котрий періодично змінює силу та/або напрямок, зокрема промислового струму, що змінюється за гармонічним законом (синусоїда).
Період електричного струму — найменший проміжок часу, за який, повторюються миттєві значення періодичного електричного струму.
Частота електричного струму — величина, обернена до періоду електричного струму. Частота струму вимірюється в герцах (Гц).

### Вимірювання
Сила струму вимірюється приладами, які називають амперметрами і гальванометрами. В цих приладах зазвичай вимірюється не сам струм, а механічна дія створеного ним магнітного поля.

## Чим зумовлений струм
Електричний струм в речовині виникає під дією електричного поля. Електричне поле змушує рухатися вільні носії заряду: електрони, дірки чи іони. Узгоджений рух носіїв заряду у зовнішньому електричному полі називається дрейфовим струмом.
Електричний струм виникає також під дією відмінних від електричного поля, причин. У таких випадках говорять, що електричний струм зумовлений сторонніми силами. Кількісною характеристикою здатності сторонніх сил створювати електричний струм, є так звана електрорушійна сила, або скорочено ЕРС.
Розглянемо кілька різних прикладів створення струму сторонніми силами.
Дифузійний струм виникає тоді, коли носії заряду розподілені в речовині неоднорідно. Дифузійний струм важливий для роботи напівпровідникових приладів, зокрема транзисторів.
У гальванічних елементах, батарейках, акумуляторах електричний струм виникає внаслідок хімічних перетворень, які відбуваються на межі електродів з електролітом.
У термоелектричних джерелах струму електричний струм виникає внаслідок градієнта температури.
Електричний струм викликається також змінним магнітним полем. Зміна магнітного потоку створює вихрове електричне поле, яке й призводить до руху носіїв заряду.

## Прояви електричного струму
Електричний струм має наступні прояви, які обумовлюють його діяльне використання.
- Електричний струм створює магнітне поле, напруженість якого визначається законом Біо-Савара. Магнітне поле, створене струмом, використовується для вимірювання сили струму, а також для передавання та перетворення енергії в електричних машинах та апаратах.
- Проходження електричного струму крізь речовину, призводить до тепловиділення. У разі провідника зі скінченним опором, це тепловиділення описується законом Джоуля-Ленца. Інколи це явище є небажаним, оскільки знижує коефіцієнт корисної дії та може призвести до перегрівання електричного обладнання, в інших же випадках така дія електричного струму застосовується для користі — в електронагрівальному обладнанні.
- Під час проходження струму крізь контакт двох провідників, тепло може як виділятися, так і поглинатися (ефект Пельтьє). Подібні до ефекту Пельтьє явища, виникають під час проходження електричного струму крізь провідник із нерівномірним розподілом температури.
- Електричний струм в газах (газовий розряд) викликає світіння, що є частковим випадком електролюмінесценції. Схожі явища виникають у світлодіодах.
- Під час проходження крізь електроліт, електричний струм супроводжується електролізом — електрохімічними процесами окиснення та відновлення на електродах. За електролізу, позитивно заряджені йони (катіони) рухаються до катода, на якому електрохімічно відновлюються. Негативно заряджені йони (аніони) рухаються до анода, де електрохімічно окиснюються. У підсумку електролізу на електродах виділяються речовини (метали, водень, хлор тощо) в кількостях, пропорційних до часу та величини пропущеного струму.

## Класична кінетична теорія
Виходячи з положень кінетичної теорії, електричний струм переноситься зарядженими частинками, які називають носіями заряду. Носіями заряду, залежно від фізичної системи можуть бути електрони, іони або, в твердому тілі, квазічастинки: електрони провідності, дірки, полярони тощо.
Для класичної системи носіїв заряду із зарядом e безмежно малий заряд dQ, що переноситься за час dt крізь елементарну площинку dS, перпендикулярну напрямку середньої швидкості v частинок визначається так:
{\displaystyle dQ\,=\,envdSdt},
де {\displaystyle e} — заряд частинок, {\displaystyle v} — швидкість руху частинок, а {\displaystyle n} — їхня кількість в одиниці об'єму.
Сила струму dI крізь площинку {\displaystyle dS} визначається співвідношенням
{\displaystyle dI\,=\,envdS}
згідно з яким

{\displaystyle {\overline {\mathbf {j} }}\,=\,en{\overline {\mathbf {v} }}} — густина електричного струму, де риска над символами означає усереднення.

## Струм у квантовій механіці
У квантовій механіці електричний струм описується делокалізованими хвильовими функціями. Суттєво те, що ці функції комплексні. Дійсними хвильовими функціями описати протікання струму неможливо.
Цей висновок дуже важливий для розуміння квантової механіки. Стаціонарні стани зв'язаних електронів, наприклад, електронів атомних оболонок, описуються локалізованими хвильовими функціями, які суттєво дійсні. Такі електрони не дають жодного вкладу в електричний струм. Згідно з уявленнями класичної механіки, електрон на атомній орбіті обертається навколо ядра, й це обертання повинно було б приводити до виникнення замкнених струмів у кожному атомі. У квантовій фізиці таких струмів немає. Проте становище змінюється в магнітному полі.
Для квантовомеханічної частинки, яка описується хвильовою функцією ψ, густина струму задається формулою
{\displaystyle \mathbf {j} ={\frac {iq\hbar }{2m}}(\psi \nabla \psi ^{*}-\psi ^{*}\nabla \psi )},
де q — заряд частинки, m — її маса, i — уявна одиниця, {\displaystyle \hbar } — зведена стала Планка.
Якщо хвильову функцію записати у вигляді {\displaystyle \psi =\rho e^{i\alpha }}, де ρ — модуль, а α — фаза, то
формула для обчислення струму запишеться у вигляді
{\displaystyle \mathbf {j} ={\frac {q\hbar }{m}}|\psi |^{2}\nabla \alpha }.
Наприклад, для вільної частинки із імпульсом {\displaystyle \hbar \mathbf {k} }, де {\displaystyle \mathbf {k} } — хвильовий вектор, хвильова функція має вигляд {\displaystyle \psi =e^{i\mathbf {k} \cdot \mathbf {r} }}, і струм дорівнює
{\displaystyle \mathbf {j} ={\frac {q\hbar \mathbf {k} }{m}}},
що збігається із формулою класичної фізики.

### Загальна формула для струму в магнітному полі
У магнітному полі та для частинки зі спіном квантовомеханічна формула для обчислення струму змінюється
{\displaystyle \mathbf {j} ={\frac {iq\hbar }{2m}}(\psi \nabla \psi ^{*}-\psi ^{*}\nabla \psi )-{\frac {q^{2}}{m}}\mathbf {A} \psi ^{*}\psi -{\frac {\mu }{s}}{\text{rot}}\ (\psi ^{*}{\hat {\mathbf {s} }}\psi )},
де {\displaystyle \mathbf {A} } — векторний потенціал, s — значення спіну, {\displaystyle {\hat {\mathbf {s} }}} — оператор спіну, а
μ — характерна для кожної частки стала.
Важливим наслідком із цієї формули є те, що в зовнішньому магнітному полі в атомах, електрони яких описуються дійсними локалізованими хвильовими функціями, виникають замкнені струми, котрі призводять до діамагнетизму.

## Теорія відносності
В теорії відносності електричний струм описується 4-вектором {\displaystyle (c\rho ,\mathbf {j} )}, де c — швидкість світла, {\displaystyle \rho } — густина заряду, {\displaystyle \mathbf {j} } — тривимірна густина струму. Цей 4-вектор задовольняє рівнянню неперервності
{\displaystyle {\frac {\partial j^{i}}{\partial x^{i}}}=0}.

## Електричні струми у природі
Атмосферна електрика — електрика, що міститься у повітрі. Уперше вказав на присутність електрики у повітрі та пояснив причину грому і блискавки Бенджамін Франклін. Згодом було встановлено, що електрика накопичується у скупченнях пари верхніх шарів атмосфери. Напруженість електрики хмар стає досить потужною лише тоді, коли пара хмар згущується до дощових крапель, доказом чого може служити те, що розрядів блискавок майже не буває без дощу, снігу або граду в місці спостереження. Розділення зарядів всередині грозової хмари відбувається завдяки конвективним потокам, котрі переносять наелектризовані через тертя, краплі води.
Рух зарядів під дією сил електричного поля створює в атмосфері вертикальний струм провідності із середньою густиною, що становить близько (2÷3)·10−12 А/м². Повний струм, який протікає на всю поверхню Землі, при цьому, може складати приблизно 1800 А.
Блискавка є природним проявом іскрового електричного розряду. Встановлено електричну природу полярного сяйва. Вогні святого Ельма — природний прояв коронного електричного розряду.
Досить відчутною є дія статичної електрики, коли звичайні предмети (вовняний светр або дверцята автомобіля) раптом починають «бити струмом». Накопичення нерухомих зарядів призводить до виникнення статичної електрики. Звичайно, іскри від людини не такі потужні, як блискавки. Ми відчуваємо легкі поколювання. Потужності такого заряду не вистачить, аби предмети світилися, але її достатньо, щоби вивести з ладу мікросхему. Так, в сухому приміщенні, між тілом людини і навколишніми предметами різниця потенціалів може досягати 20000 В і приводити до іскрових розрядів.
Біоструми — рух іонів і електронів, відіграють важливу роль в усіх процесах життєзабезпечення організмів. Біоелектричні потенціали, що виникають при цьому, існують як на внутрішньоклітинному рівні, так і в окремих частинах тіла та органах живих організмів.
Передавання нервових імпульсів відбувається за допомогою електрохімічних сигналів. Деякі тварини здатні накопичувати електричний потенціал у кілька сотень вольт і використовують це для самозахисту. (електричний скат виробляє струм силою до 30 А за напруги 50…200 В, електричний вугор — розвиває розряд зі струмом 0,1…1,0 А напругою 300…650 В).

## Електробезпека
Електробезпека — це система організаційних та технічних заходів і засобів, що забезпечують захист людей від шкідливого та небезпечного впливу електричного струму, електричної дуги, електромагнітного поля і статичної електрики. Правила електробезпеки регламентуються правовими і технічними документами, нормативно-технічною базою. Знання основ електробезпеки обов'язкове для працівників, які обслуговують електроустановки й електроустаткування.
Види наслідків при ураженні електричним струмом:
- Електричний удар — дія струму на організм у підсумку якого, м'язи тіла людини скорочуються (судомно зменшуються). Встановлено, що після електричного удару, можливий параліч важливих органів: серця, мозку.
- Електрична травма — така дія струму, під час якої, пошкоджуються тканини — шкіра, м'язи, кістки, зв'язки. Особливу небезпеку являють електричні травми у вигляді опіків, які виникають в місцях доторку тіла людини із провідниками, електричною дугою.
- Електричний шок — нервова реакція організму на збудження електричним струмом, котра проявляється у людини як порушення дихання, кровообігу і обміну речовин, сильно діє на центральну нервову систему і призводить до скорочення м'язів.

Порогові значення струму за підсумками дії на людину:
- безпечним вважається струм, тривале проходження якого крізь організм людини, не завдає їй шкоди і не викликає жодних відчуттів; його величина не перевищує 50 мкА змінного струму частотою 50 Гц і 100 мкА постійного струму;
- мінімально відчутний людиною струм, становить близько 0,6…1,5 мА змінного струму (50 Гц) і 5…7 мА постійного струму;
- пороговим невідпускальним зветься найменший струм такої сили, за якої людина вже нездатна самостійно звільнити руки від струмопровідних частин. Для змінного струму це близько 10…15 мА, для постійного — 50…80 мА;
- фібриляційним порогом зветься сила змінного струму (50 Гц) близько 100 мА і 300 мА постійного струму, дія якого протягом проміжку, більшого за 0,5 с з великою ймовірністю, викликає фібриляцію серцевих м'язів. Цей поріг одночасно вважається умовно смертельним для людини.

### Електричний удар
Найнебезпечніший — електричний удар, оскільки під час нього, вражається увесь організм. Смерть настає від паралічу серця або дихання, а іноді від того і іншого одночасно.
Параліч серцевої діяльності. Діяльність серця може бути паралізовано як за безпосередньої дії електричного струму, що проходить крізь область серця — первинна фібриляція, так і через рефлекторний спазм артерій — вторинна фібриляція.
Фібриляція серця викликає порушення кровообігу і, якщо не здійснити відповідних заходів, які відновлюють серцеву діяльність, то настає смерть людини. Фібриляція серця — неузгоджені мимовільні посмикування численних волокон серцевого м'яза, за яких його «насосна» дія припиняється.
Параліч дихання. Параліч дихання є наслідком впливу електричного струму на м'язи грудної клітки, що забезпечують процес дихання. Утруднення дихання людина починає відчувати вже при 20-25 мА змінного струму, що підсилюється зі зростанням значення струму. За тривалого впливу такого струму, настає асфіксія — удушення через нестачу кисню і надлишок вуглекислоти в організмі людини.
Електричний шок. Це нервово-рефлекторна реакція організму, яка супроводжується розладом дихання, кровообігу, обміну речовин та інше.

### Електрична травма
Електричними травмами називають ураження струмом зовнішніх частин тіла; це опіки, металізація шкіри тощо.
До електричних травм прийнято відносити пошкодження (опіки або порушення функцій внутрішніх органів), викликані проходженням крізь тіло електричного струму. Наслідки таких травм, які залежать від багатьох чинників, можуть бути різними, — від неприємних відчуттів у роті до повної зупинки серця.
Основні причини отримання електричних травм — удар блискавки, доторк до оголеного електродроту або іншого провідника (найчастіше — води), який має металевий зв'язок із джерелом електроенергії або заземлювальною лінією електромережі. Ступінь тяжкості отримуваної травми, залежить від типу і сили струму, електричного опору людського тіла у місці доторку, напрямку і тривалості проходження струму крізь тіло та деяких інших, менш значущих причин (стан здоров'я).

#### Електричний опік
Електричний опік — найпоширеніша електротравма. Це струмовий опік у мережах до 2 кВ і опік дугою. Температура дуги може бути до 3500 °С. Дуга може виникати за випадкових коротких замикань в електроустановках до 6 кВ під час проведення робіт під напругою, на щитах і збірках, вимірювання переносними приладами тощо. У мережах з напругою вище 10 кВ дуга може виникати під час наближення людини до струмопровідних частин, що знаходяться під напругою.

#### Електричні знаки
Електричні знаки — це плями сірого чи блідо-жовтого кольорів. Вигляд електричного знака, відповідає формі струмопровідної частини, до якої доторкнулася людина. Такі ураження в більшості випадків безболісні.

#### Металізація шкіри
Металізація шкіри є наслідком проникнення углиб шкіри парів металу, коли ділянка тіла перебуває поблизу від місця утворення електричної дуги. Таке ураження можливе під час вимкнення відкритих рубильників під навантаженням і за коротких замикань.

### Дія змінного струму
Ураження струмом мають, здебільшого, змішаний характер і залежать від величини і роду струму, що протікає крізь тіло людини, тривалості його дії, шляхів, котрими проходить струм, а також від фізичного і психічного стану людини у мить ураження.
Змінний струм промислової частоти людина починає відчувати за 0,6—1,5 мА. Струм 12—15 мА викликає сильні болі в пальцях і кистях. Людина витримує такий стан 5—10 с і може самостійно відірвати руки від електродів. Струм 20—25 мА викликає дуже сильний біль, руки знерухомлюються, дихання утруднюється; людина не може самостійно звільнитися від електродів. За струму 50...80 мА настає параліч дихання, а за 90...100 мА — параліч серця і смерть.

### Дія постійного струму
Менш чутливе людське тіло до постійного струму. Його дія відчувається за 12—15 мА. Струм 20—25 мА викликає незначне скорочення м'язів рук. Лише за струму 90—110 мА настає параліч дихання. Найнебезпечніший — змінний струм частотою 50—60 Гц. Зі збільшенням частоти, струм починає здебільшого розповсюджуватися поверхнею шкіри, викликаючи значні опіки, але не призводячи до електричного удару.

### Опір тіла людини
Величина струму, котра проходить крізь тіло людини, залежить від опору тулуба та прикладеної напруги. Найбільший опір струму чинить верхній шар шкіри, позбавлений нервових закінчень і кровоносних судин. За сухої неушкодженої шкіри, опір людського тіла електричному струму дорівнює 40 000—100 000 Ом.
Верхній роговий шар має незначну товщину (0,05—0,2 мм) і за напруги 250 В, миттєво пробивається. Пошкодження рогового шару зменшує опір людського тіла до 800—1000 Ом. Опір зменшується також зі збільшенням часу дії струму. Через це, дуже важливо швидко звільнити потерпілого від доторку зі струмопровідними частинами.
На величину опору, а отже, і на наслідки ураження електричним струмом, дуже впливає фізичний і психічний стан людини (розслаблена, байдужа до небезпеки людина, може дістати важчий вплив електроструму). Підвищена пітливість шкіряного покриву, перевтома, нервове збудження, сп'яніння призводять до різкого зменшення опору тіла людини (до 800—1000 Ом). Отже, навіть порівняно невелика напруга, може призвести до ураження електричним струмом.
Потрібно обов'язково пам'ятати, що людський організм вражає не напруга, а величина струму. За несприятливих умов (висока вологість повітря, мокре взуття, негаразди зі здоров'ям), навіть низька напруга (30—40 В), може бути небезпечною для життя. Якщо опір тіла людини дорівнює 700 Ом, то загрозливою буде напруга 35 В.

### Шлях струму в організмі людини
Наслідки ураження, багато в чому, залежать також від шляху струму тілом людини. Найбільш загрозливі шляхи, це рука — нога і рука — рука, коли найбільша частина струму проходить крізь серце.